# Hoplophorella permirus
Hoplophorella permirus är en kvalsterart som först beskrevs av Wojciech Niedbała 1991.  Hoplophorella permirus ingår i släktet Hoplophorella och familjen Phthiracaridae. Inga underarter finns listade i Catalogue of Life.